# Luis Sérgio Carlini
Luíz Sérgio Carlini (São Paulo, 31 de agosto de 1952) é um guitarrista, compositor e diretor musical brasileiro.
Considerado um dos maiores guitarristas brasileiros da história do rock, desde o fim oficial da banda Tutti Frutti no começo dos anos 80, Carlini continua a tocar e gravar, tendo participado de mais de 400 discos de cantores e músicos diversos como Barão Vermelho, Titãs, Radio Taxi, Vanguart, Filipe Catto, Marcelo Nova, Supla, Erasmo Carlos e Lobão.
Foi incluído na lista 30 maiores ícones brasileiros da guitarra e do violão (Categoria: "Muito Além do Rock") da revista Rolling Stone Brasil, em 2012.
Administra junto ao filho Roy Carlini o Carlini's Estúdio e Produções na Vila Mariana.

## Carreira
Criado no bairro da Pompéia, começou sua carreira como roadie dos Mutantes nos anos 60.
No início dos anos 70, foi contratado pela TV Bandeirantes para produzir o Band 13, programa musical semanal com bandas ao vivo e entrevistas.
Foi um dos fundadores, junto com Lee Marcucci e Emilson Colantonio, compositor e líder da banda Tutti Frutti em julho de 1973, que durante os anos 70 gravou e tocou com Rita Lee, compondo e participando das gravações de alguns dos maiores sucessos da cantora, como "Esse Tal de Roque Enrow", "Agora Só Falta Você", "Corista de Rock" e "Ovelha Negra", que tem em seu final o mais popular solo da carreira do guitarrista, que segundo o mesmo, surgiu durante um sonho. 
Com a Rita, foram 5 anos de trabalho, um compacto duplo, 2 compactos simples, várias músicas em novelas da Globo, vários hits nas rádios, tours pelo Brasil e os 5 álbuns feitos em conjunto.
Em 1978, Carlini separou-se do projeto e monta o Tutti Frutti com outros músicos da cena roqueira da época.
Foi o guitarrista solo do Camisa de Vênus na volta do grupo em meados dos anos 90.
Em agosto de 2023, tem sua vida retratada no documentário “Luiz Carlini – Guitarrista de Rock”, dirigido pelo jornalista Luiz Carlos Lucena.